# I Want To See The Manager
I Want To See The Manager ist ein deutsch-italienischer Dokumentar-Episodenfilm von Hannes Lang über globalisierungsbedingte Umwälzungen. Die Premiere des Films fand am 10. November 2014 auf dem CPH:DOX Festival in Dänemark statt. Der Kinostart in Deutschland war am 3. September 2015.

## Inhalt
„After one look at this planet any visitor from outer space would say: I want to see the Manager.“

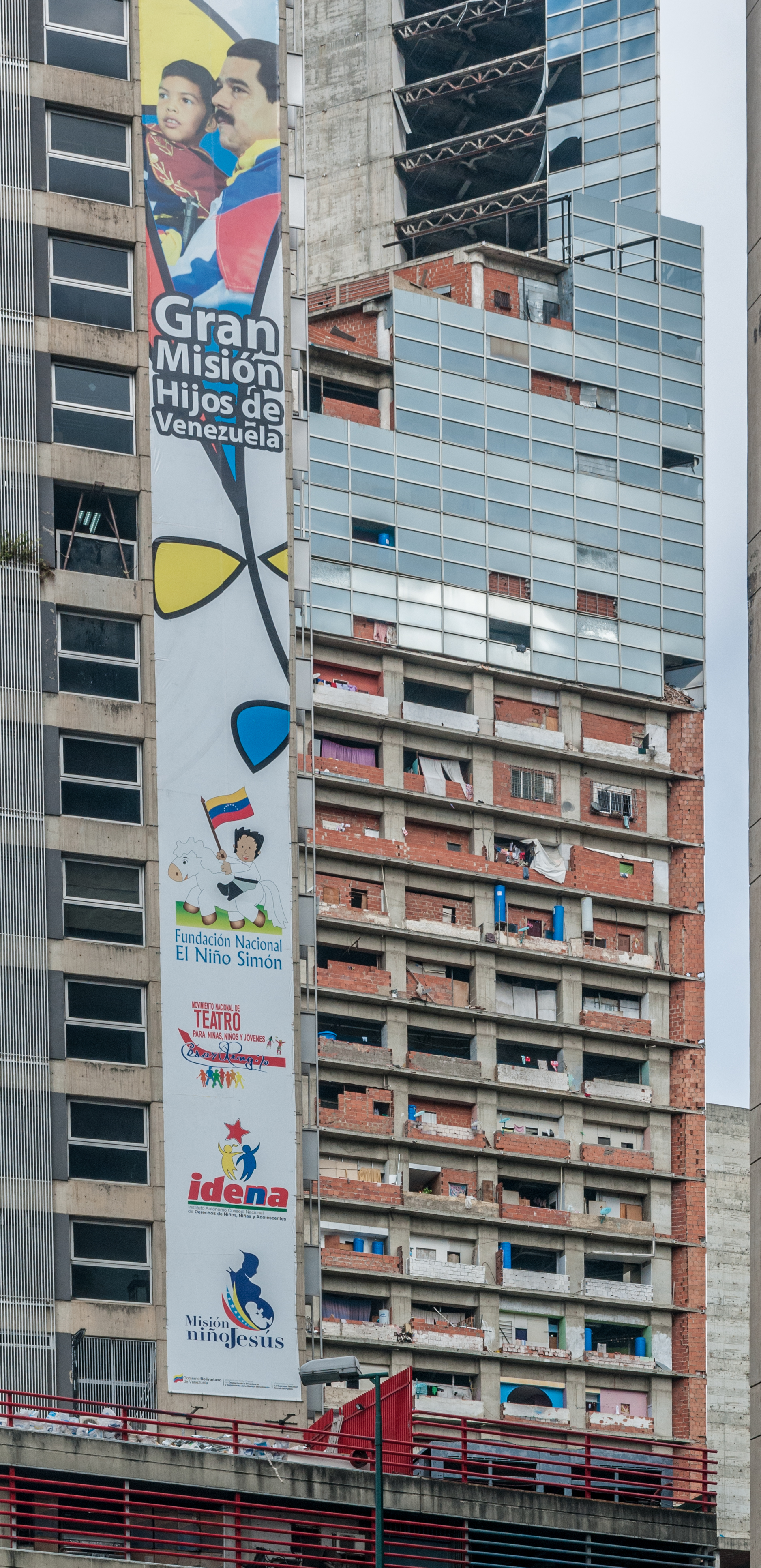
Centro Financiero Confinanzas in Caracas

Lang argumentiert, dass die bisherige Weltordnung einem Wandel unterzogen ist: Die Aufteilung in diejenigen, die Eigentum besitzen, und diejenigen, die nichts haben – oder anders ausgedrückt in Industrienationen und Entwicklungsländer – sei im Begriff, sich umzukehren; Länder wie die Volksrepublik China, Russland, Brasilien oder Indien würden auf lange Sicht die führenden Industrienationen ablösen. Die Fakten überbringt ein Banker in einem Slum in Mumbai, während sich die Kamera erhebt und den Blick auf die Bankenskyline freigibt.
Anschließend beginnt eine Reise durch sechs weitere Schauplätze auf der ganzen Welt, die beispielhaft für die globalen Umstrukturierungen sind. In einer Salzwüste in Bolivien hat die Regierung mit dem Abbau von Lithium begonnen. Ein traditionell lebendes, einheimisches Ehepaar plant ebenfalls, in den Handel einzusteigen und am Fortschritt zu partizipieren. In Peking versucht die Regierung mittels einer Zulassungslotterie den Pkw-Besitz zu regulieren, während in Detroit die Grenze zum Tod verschwimmt; eine Firma bietet an, Menschen einfrieren zu lassen in der Hoffnung auf den medizinischen Fortschritt in der Zukunft. In einem Pflegeheim in Chiang Mai, Thailand werden vor allem Patienten aus Industrienationen betreut, da es billiger ist, sie dort unterzubringen. Eine Pflegerin gesteht, dass sie zu ihrem Patienten eine starke emotionale Bindung aufgebaut hat. In Pompeji ringt ein als Gladiator verkleideter Mann um die Gunst der Touristen. Den Abschluss bildet ein Porträt des Centro Financiero Confinanzas in Caracas, dass seit 20 Jahren als Bauruine leersteht und bis Mitte 2014 von Armen und Obdachlosen besetzt wurde.

## Kritik
Der Film wurde überwiegend positiv aufgenommen. Der Filmdienst sah „[s]ieben präzise, funkelnde Momentaufnahmen rund um den Globus, die wie unter einem Mikroskop den verwirrend-chaotischen Zustand der Welt“ betrachten würden. Die „visuell und inszenatorisch sehr sorgfältig gestalteten Miniaturen“ kreisten „um den Stand der wirtschaftlichen Entwicklung und deren Folgen für die Menschen“. Die Verknüpfung der „inhaltlich disparaten, erzählerisch aber dezent durchkomponierten Erzählungen“ obliege dabei „weitgehend der interpretatorischen Kunst des Betrachters“.

## Auszeichnungen
Der Film wurde 2014 für den CPH:DOX Award sowie 2015 für den Golden Firebird Award beim Hong Kong International Film Festival nominiert. Beim Festival dei Popoli erhielt er 2014 den Gli Imperdibili Preis. 2015 erhielt er bei den Bozener Filmtagen eine lobende Erwähnung und gewann den Hauptpreis beim Perugia Social Film Festival.